# Chiesa della Beata Vergine del Carmine (Soragna)
La chiesa della Beata Vergine del Carmine, nota anche come oratorio di San Rocco, è un luogo di culto cattolico dalle forme tardo-gotiche e barocche, situato, con l'annesso convento, alle spalle del parco della rocca Meli Lupi in viale Giuseppe Verdi 18 a Soragna, in provincia e diocesi di Parma.

## Storia
Il convento fu innalzato nel 1640 per volere del marchese Diofebo III Meli Lupi, che lo affidò ai Padri Carmelitani; i lavori dell'annessa chiesa, dedicata alla Beata Vergine del Carmine, furono invece completati nel 1661.
Il monastero fu in seguito ampliato per ospitare un maggior numero di frati, ma, a causa della soppressione degli ordini decretata dal primo ministro ducale Guillaume du Tillot nel 1769, l'edificio fu sottratto ai carmelitani e nel 1780 divenne sede dell'orfanotrofio femminile, fondato dal marchese Diofebo III nel 1677 in adiacenza all'oratorio di Santa Croce.
Dal 1862 l'istituto fu gestito dalle Figlie della Croce, mentre agli inizi del XX secolo vi entrarono le Piccole Figlie, che vi rimasero fino alla soppressione dell'orfanotrofio, nel 1960. L'anno seguente l'edificio, di proprietà comunale, divenne sede dell'asilo infantile "Vittorio Emanuele II" e, successivamente, di alcune classi della scuola media locale, prima della definitiva chiusura.
Nel 2011, a seguito dei danni causati dalle scosse sismiche del 23 dicembre del 2008, furono avviati i primi interventi di consolidamento del complesso, che interessarono in un primo tempo il pericolante campanile e la chiesa; quest'ultima, completamente restaurata, fu riaperta solennemente nel marzo del 2015, mentre il convento si presenta tuttora in stato di degrado, in attesa dei lavori di ristrutturazione.

## Descrizione

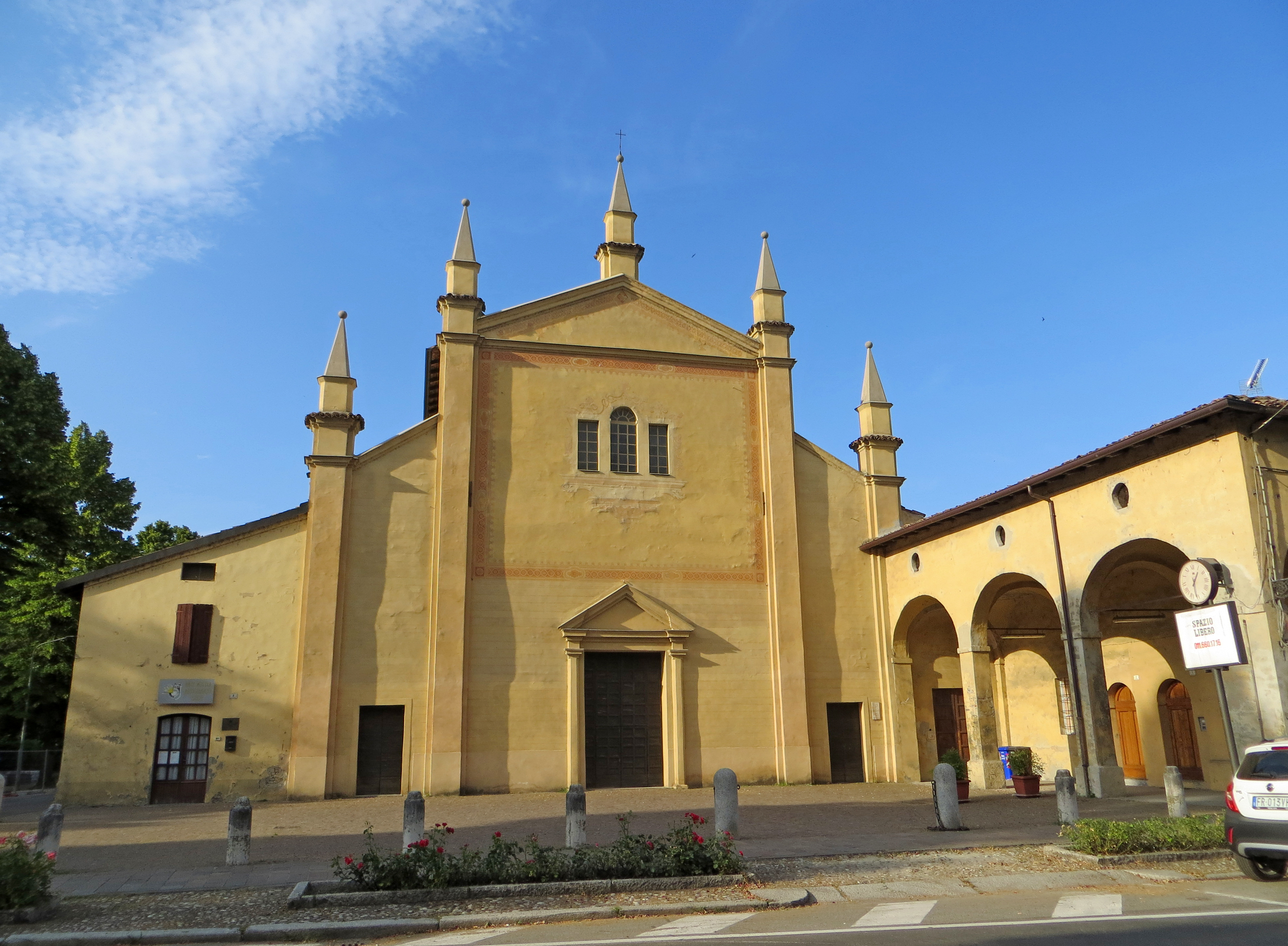
Facciata e porticato di accesso al convento

La chiesa si sviluppa su una pianta a tre navate, in adiacenza al convento oggi completamente spoglio, articolato su una pianta ad L con accesso diretto dall'esterno attraverso il porticato che si innalza sulla destra del prospetto principale dell'oratorio.
La facciata a salienti, intonacata, è caratterizzata dalle quattro massicce lesene, che, sormontate da grandi pinnacoli, suddividono la fronte in tre parti; al centro della porzione di mezzo, molto più larga, si apre l'ingresso principale, affiancato da lesene e timpanato, al di sopra del quale una grande ed elaborata cornice rettangolare inquadra una trifora riccamente affrescata sul contorno; a coronamento si staglia un ampio timpano, anch'esso culminante in un pinnacolo centrale.
Gli interni della chiesa, pressoché spogli e dominati dal colore bianco, sono suddivisi nelle tre navate da una serie di arcate a tutto sesto, sostenute da pilastri; la navata centrale è coperta da una volta a botte lunettata, mentre le laterali da volte a crociera.
In netto contrasto col candore generale, l'altare maggiore barocco, realizzato dallo scultore Alvise da Cà nel 1707, è costituito da pregiati marmi policromi; costruito a forma di piccolo tempio con colonne tortili gialle, è ricco di sculture di angeli e santi e di decorazioni, tra cui alcuni stemmi dei Meli Lupi; al centro è collocata la grande statua della Madonna del Carmine col Bambino.
Di notevole pregio risultano anche due ricchissimi altari laterali, dedicati rispettivamente a San Rocco ed alla Beata Vergine delle Grazie, realizzati in stucco, anch'essi ornati con statue e decorazioni barocche.
Corredano la chiesa anche cinque tele risalenti al XVIII secolo e la maestosa cantoria barocca in legno dipinto, realizzata da Giambattista Galli per ospitare l'organo a 17 registri e 4 mantici di Giuseppe Dotti, risalente al 1707.